# سیارک ۲۲۷۷۶۷
سیارک ۲۲۷۷۶۷ (به انگلیسی: 227767 Enkibilal، نامگذاری:2006US62)۲۲۷۷۶۷مین سیارک کشف شده است که در ۲۰ اکتبر ۲۰۰۶ کشف شد.